# 塔漢恰
49°33′58″N 31°15′49″E / 49.56611°N 31.26361°E
塔漢恰（烏克蘭語：Таганча）是位於烏克蘭中部的村莊，由切爾卡瑟州切爾卡瑟區的斯泰潘齊市鎮負責管轄。該村始建於1451年，面積668.5平方公里，海拔高度115米，2001年人口1,413，人口密度每平方公里2.1人。